# Basílica de Santa Maria delle Vigne

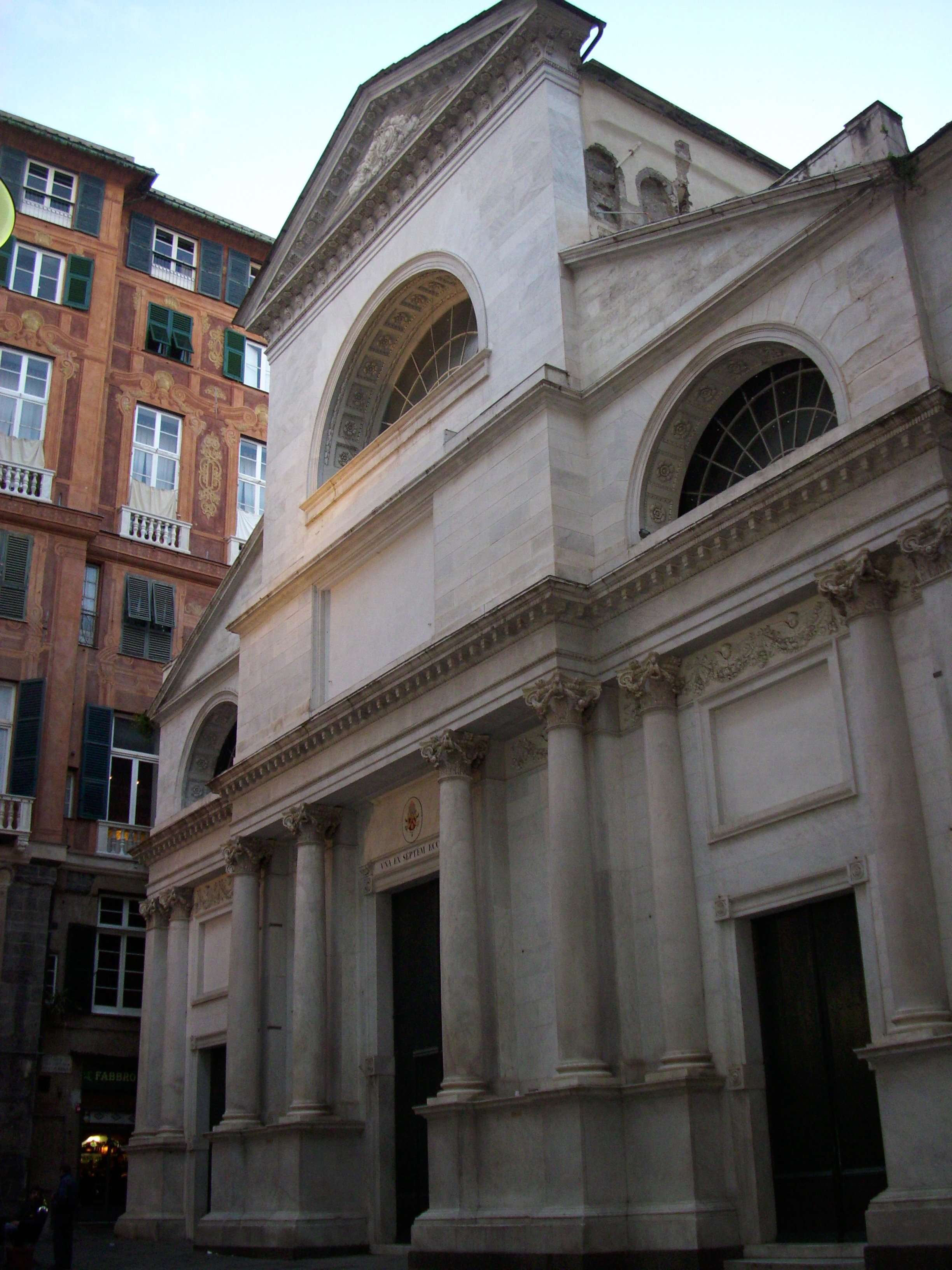
Exterior de la basílica de Santa Maria delle Vigne.

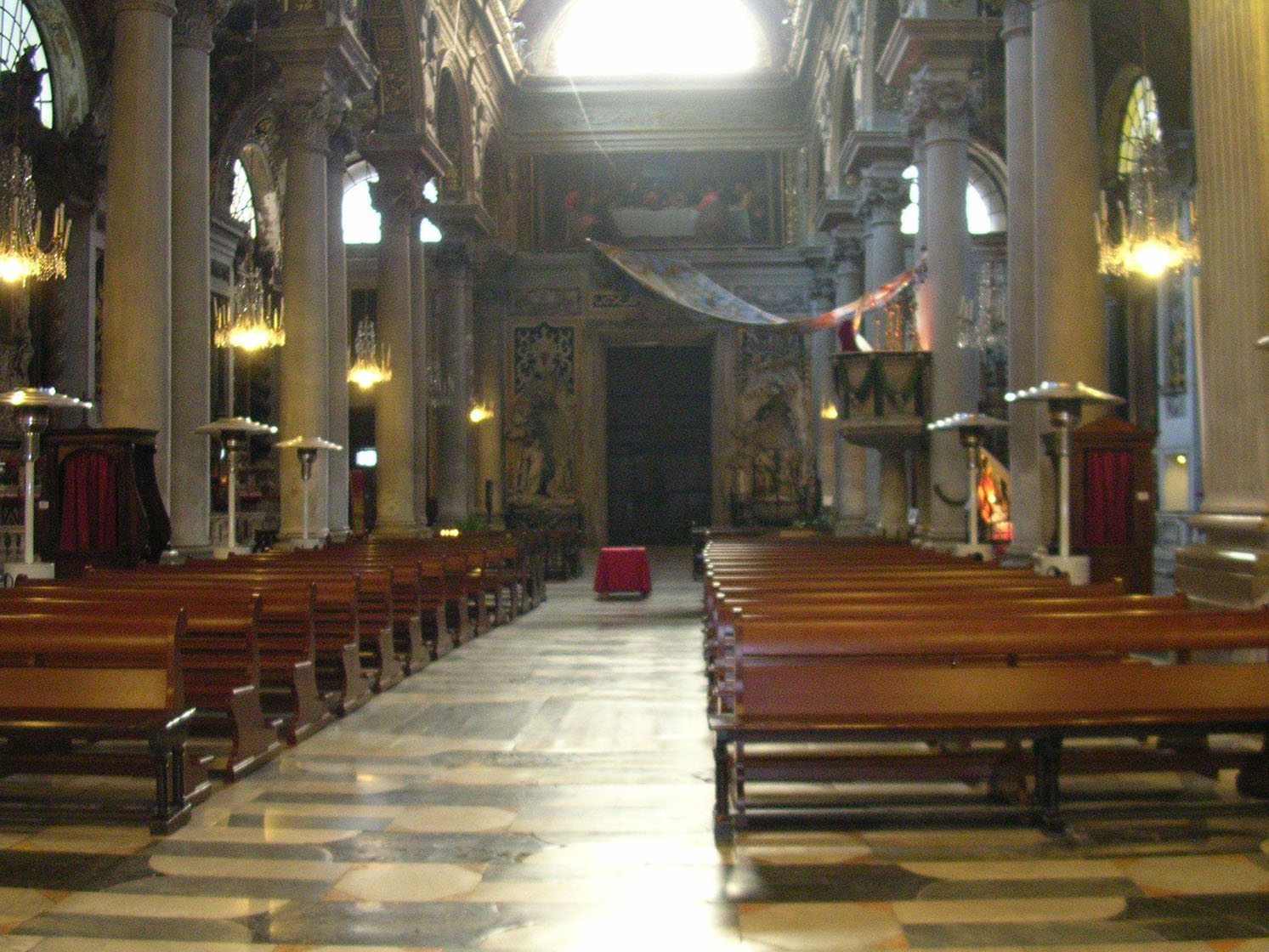
Interior de la basílica de Santa Maria delle Vigne.

La basílica de Santa Maria delle Vigne (antes Sancta Maria in Vineis) es una de las más antiguas basílicas de Génova.
Documentos históricos atestiguan la presencia desde el siglo X aun cuando es plausible que haya sido edificada sobre un edificio sagrado todavía más antiguo del siglo VI. Se erigió sobre el terreno de las Viñas del Rey (de donde proviene el nombre), un campo que Ido Visconti tenía en usufructo hasta 952 y que pasó a propiedad -según Jacopo da Varagine- del hijo Oberto Visconte y luego de Guido di Carmandino, quienes dispusieron la edificación del lugar de culto. El registrum curiae menciona ya la obra en 1083.

## Historia

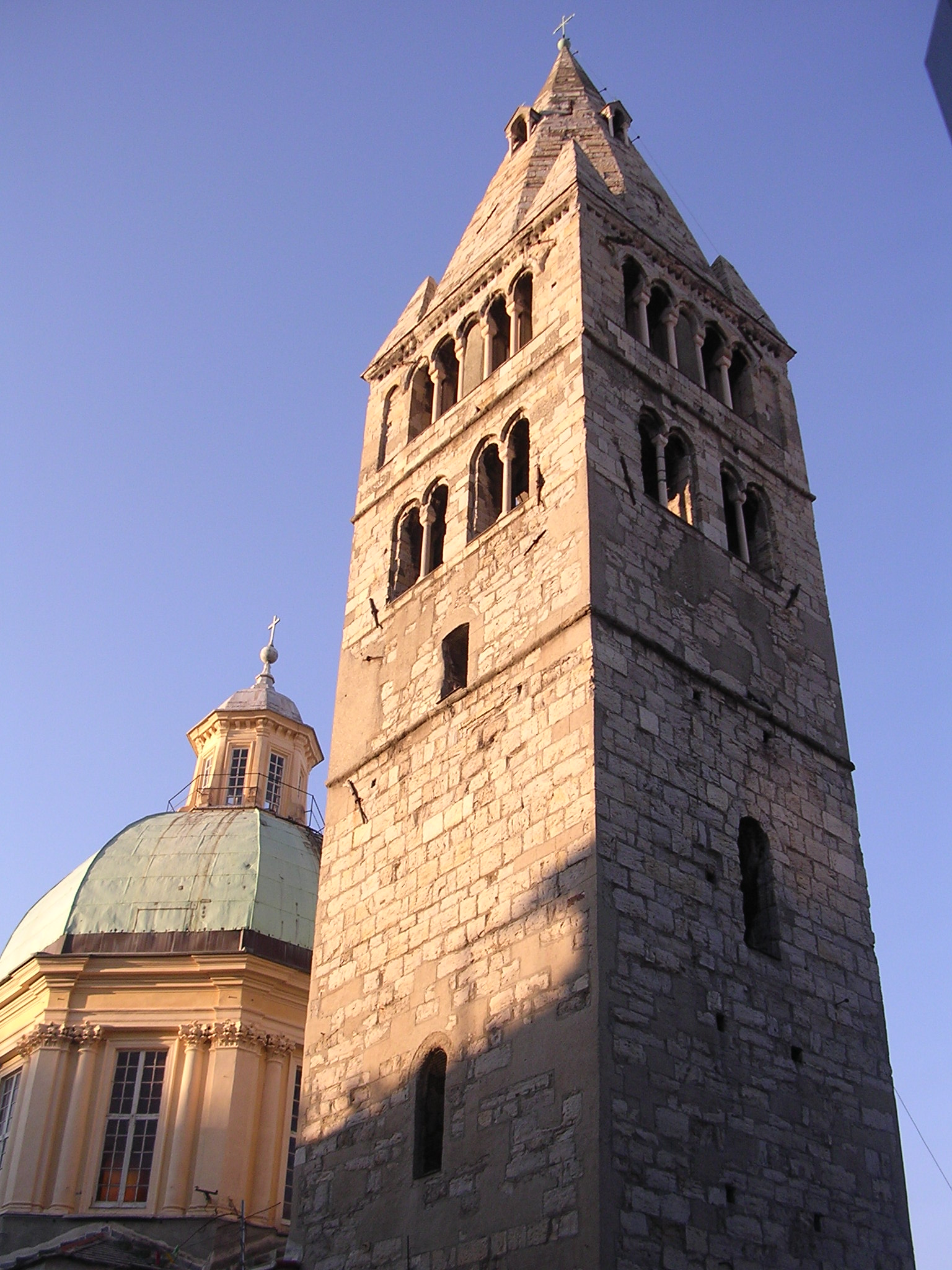
El campanario de la basílica.

Situada fuera del casco urbano delimitado por los muros de la ciudad, en lo que hoy es el corazón del centro histórico, estaba a corta distancia de la catedral extra urbana de Génova y del río Soziglia que todavía da el nombre a una plaza del centro histórico de Sottoripa: Plaza Macelli di Soziglia.
En 1147 llegó a ser iglesia parroquial de lo que era uno de los barrios comerciales próximos al puerto más animado.
Está articulada en una serie de altares laterales y capillas (Capilla del Crucifijo y Capilla de la Virgen) que sirven de corona al altar mayor. Los altares laterales están dedicadas a familias conocidas de Génova (Fornari, Greci, Casoni, etc.) y a corporaciones activas en la ciudad medieval, como los orfebres o mensajeros.
Construida como basílica románica con tres naves, transepto y un tiburio octagonal, tres ábsides semicirculares. Tenía la nave central separada de las laterales mediante una serie de ocho columnas por lado, sobre las cuales corría un matroneo compuesto por una fila de tríforas.

## Obras
Fue sometida a trabajos en varias ocasiones a partir del siglo XIII, con la primera hechura del techo con cerchas que se conservan todavía en la bóveda del siglo XVII de la nave central. Elementos de arquitectura románica están todavía presentes, además de la bóveda, también en los muros del perímetro y bajo el piso, aun cuando la única parte que queda intacta desde el momento de su construcción es el campanario que se encuentra entre la iglesia y el claustro. Esta torre está abierta en la base y atravesada por un amplio arco que permite el tránsito; la parte alta está aligerada con elegantes parejas de bíforas y pentáforas.
El claustro -edificado al mismo tiempo que la iglesia de san Siro di Struppa alrededor de 1025- cuenta con dos pisos que encierran el espacio. Se accede desde el lado izquierdo de la calle que rodea el campanario. También este ha sufrido fuertes modificaciones con el tiempo aunque mantiene su estilo arcaico caracterizado especialmente por la forma gruesa de columnas y capiteles.
La fachada principal actual de la basílica -que quedó inconclusa durante largo tiempo- es de 1842. De estilo tardo neoclásico, es obra de Ippolito Cremona.
Las mayores y más profundas modificaciones del complejo románico original de la basílica de Santa Maria delle Vigne se realizaron a partir de fines del siglo XVI, cuando se decidió ampliar la zona absidial hasta el área del cementerio. Con ello se ampliaron también los ábsides laterales y se crearon nuevas capillas alrededor del altar mayor. Los trabajos de ampliación fueron llevados a cabo por el arquitecto Gasparo della Corte. La Capilla del Crucifijo tiene un revestimiento marmóreo de 1587, obra de Taddeo Carlone.
Solo unos cincuenta años después de estos trabajos, poco antes de la mitad del siglo XVII, el cardenal Stefano Durazzo, en visita pastoral, constató una degradación del complejo y dispuso que se realizaran nuevas restauraciones.
A partir de un documento de 1642 se constata que tales obras, en especial la apertura de tres ventanas semicirculares, la refacción de las columnas internas y de los capiteles, fueron confiadas al arquitecto Daniele Casella y al escultor Giovanni Battista Bianco. En tal circunstancia se reestructuraron totalmente las capillas y los altares laterales, enriquecidos con pinturas y esculturas (las bóvedas serán pintadas con frescos en el siglo XVIII).
Los numerosos cambios han modificado completamente la estructura inicialmente románica de Santa Maria delle Vigne. Quedan a modo de testimonio de la inicial basílica el campanario, la planta basilical y una columna que, según la tradición, pertenecía a la columnata original y que tiene una pintura de la Virgen.
La sustitución en la nave central del sistema de ocho columnas del templo románico con cuatro columnas binarias de mayor altura y la consiguiente reducción de los intercolumnios de nueve a cinco, ha anulado el sentido de la espacialidad propio del románico. La apertura de ventanas ha determinado también una distinta distribución de las fuentes de luz haciendo asumir al templo la estructura de una única grande aula en la que los espacios laterales y centrales no tienen separación.

## Principales obras de arte

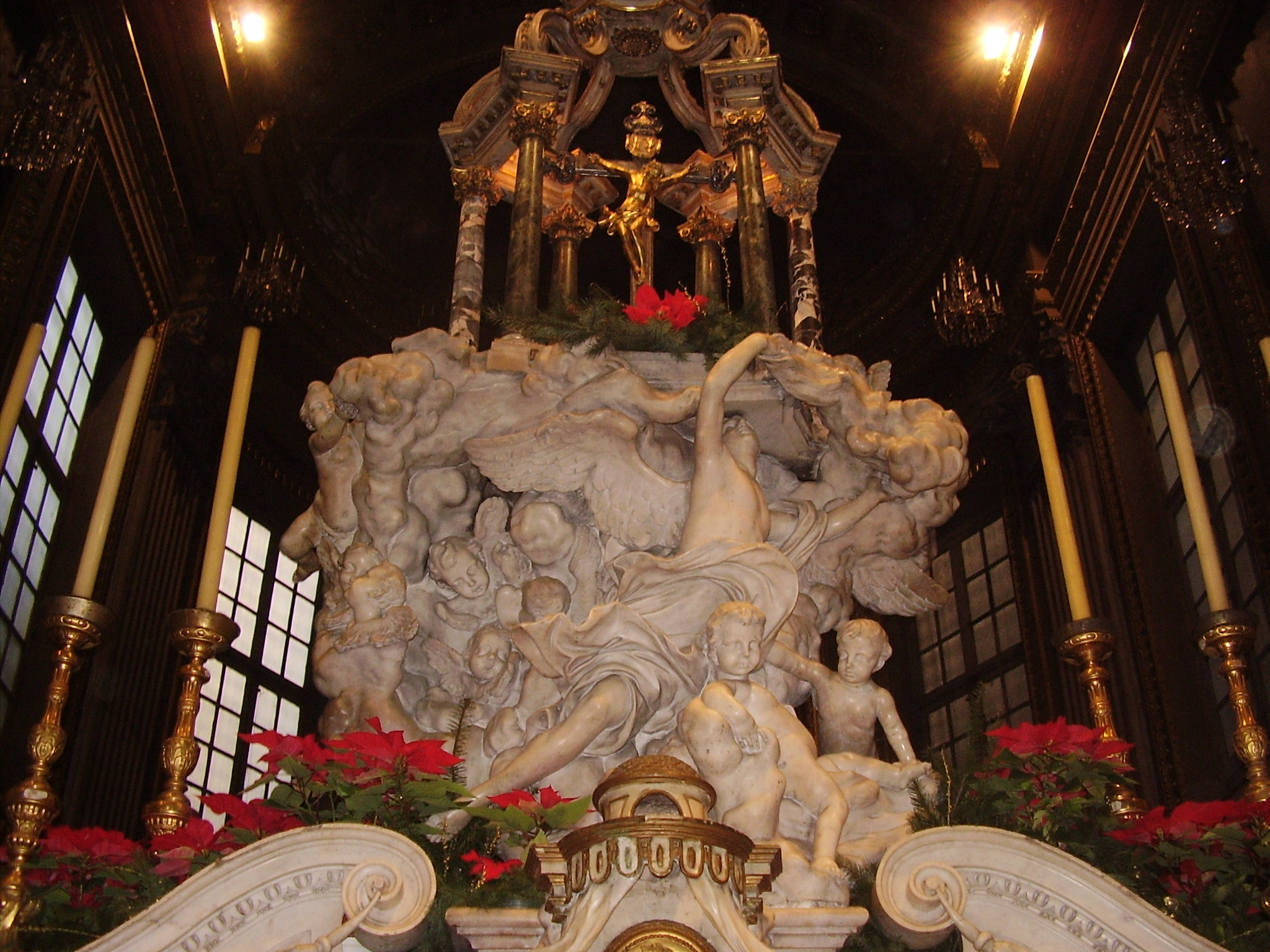
Crucifijo de la basílica.

La basílica cuenta con una serie de pinturas y estatuas de artistas reconocidos. Por mencionar algunos:
- De Domenico Piola están el Triunfo de la cruz (1690), Visión de san Juan (1685), Virgen con el Niño (estatua en estilo tardo gótico)
- De Simone Balli, Cenáculo (pintado a inicios del siglo XVII)
- Michele Sansebastiano, estatuas de Cristo y de san Pedro.

De particular importancia son el altar de mármol elaborado en 1730 por Giacomo Ponsonelli y la tumba del médico Anselmo di Incisa que está datado en el año 1304 que tiene un sarcófago que representa la Muerte de Fedra: está situada al lado izquierdo de la iglesia, bajo el arco que atraviesa la base del campanario.